# Ђорђе Настић
Ђорђе Настић, крштено име Ристо (Мостар, 1884 — 1919) био је дипломирани филозоф и агент провокатор аустријске владе који је повезан с Бомбашком афером 1907—1908. године у Књажевини Црној Гори и Велеиздајничким процесом 1909. године у Загребу. У оба случаја, радио је у интересу политика Беча, а против оптужених Срба из Црне Горе, Хрватске и Славоније.

## Политичко дјеловање
Раније је био активан члан националних српских организација у Сарајеву, а затим је отишао у Београд гдје се повезао с тада бројним националним, револуционарним и завјереничким организацијама, које су дјеловале у Србији и изван ње, с циљем свесрпског уједињења. Службена историографија га углавном сматра као убаченог аустроугарског агента, а у енциклопедијама је најчешће означен као издајник српског народа, јер је у својој брошури објављеној 1908. године писао о многим тајним и завјереничким активностима, а које су наводно проводили београдски режим и бројне националне организације у Србији. Бечу је од кључног политичког значаја било удаљавање Србије и Црне Горе, због свог планираног продора на исток (Drang nach Osten), а политици Србије је сметала таква политика Николе Петровића, тј. самостална Црна Гора, која јој се не жели потчинити, иако је била и мања и етнички српска.
Секула Дрљевић је цитирао Љубу Јовановића: Затим долази у Београд познати аустроугарски повереник Ђ. Настић. Он вара и провоцира младићске патриотске кругове, увлачи се у војне радионице у Крагујевцу, где од лаковерних људи извара и измами неколико војничких бомби, преноси их у друштву ноторних бечких агената кроз целу хабсбуршку територију, од Земуна до Котора и напосљетку показује их са великим скандалом на Цетињу као намењене да узму живот кнезу Николи. Дрљевић наводи да Настић није судјеловао у ношењу бомби у Црну Гору као и да су они, који су носили бомбе, служили интересима Аустроугарске, јер у противном она не би потпомагала ношење бомби. На суђењу Србима у Велеиздајничком процесу, питања која је одбрана поставила Настићу као и његови одговори, доводили су до закључка да је он био главни организатор слања бомби на Цетиње. Пошто разоткривање његове улоге и у пријашњим аферама није ишло у прилог властима, државни тужилац и предсједник суда омели су давање одговора, убацујући се у дијалог својим потпитањима.
У случају Велеиздајниког процеса он износи у јавност документ, који је требало да буде компромитујући материјал против оптужених Срба. Основа за оптужницу била је та брошура под насловом Финале, којој је аутор био Ђорђе Настић, штампана 5. августа 1908. године у Будимпешти. Бан Павле Раух је имао план на основу Настићевог материјала завести у Хрватској ванредно стање, јер им је сметала Хрватско-српска коалиција која је ишла у правцу удаљавања од Аустроугарске. По загребачком Србобрану Настић је примао директиве за рад од аустријске обавјештајне службе преко капетана Михаела Војнера. Велике је бриге задавао одбрани, али неугодности због давања подршке њему нису мимоишле ни пороту. Лујо Бакотић је писао против Настића и његових аргумената објављених у дјелу Финале, а враћао се и на његову улогу у цетињској афери. Јован Бањанин је о Настићевом свједочењу против њега рекао: Никада нисам дописивао ни о чему са Слов. Југом или каквом револ. организацијом или члановима њезиним... За сав тај рад сазнао сам тек из Финала. И ако ми се докаже противно, али не простим, ничим не поткријепљеним тврдњама једног локшпицла, него стварним доказима и конкретним чињеницама, ја ево дајем своју мушку ријеч, да ћу овога часа извршити сам оно, што мени и мојим пријатељима тако живо жели Акурти. Лазар Томановић је Настића сматрао аустријским човјеком, који је послан да би у монтираној афери с бомбама, завадио Србију и Црну Гору. Будислав Будисављевић је у Србобрану о њему записао да за новац служи господарима, јер му је то у крви: Дјед му је био турски шпијун, отац босански, а он свачији.

## Дјела
- Језуите у Босни, брошура, Нова штампарија Давидовић, Београд, 1906.
- Моје афере, брошура, Хрватска пучка сељачка тискара, Загреб, 1908.
- Финале, брошура, Сам. Маркус, Будимпешта 1908. (Друго издање: Тисак C. Албрехта, Загреб, 1908)
- Wo ist die Wahrheit?: neue Daten und Dokumente zur züdslavischen revolutionären Agitation, брошура, Д. Ц. Кајон, Сарајево, 1908.